# قصيدة البردة (كعب بن زهير)
البُردَة كساء يلتحف به، وأطلق اسماً على القصيدة اللامية: «بانت سعاد»، التي مدح بها كعب بن زهير النبي محمد ﷺ، عندما جاءه مسلماً متخفياً بعد أن أهدر دمه، فكساه بردته. واشترى معاوية بن أبي سفيان البردة من ولد كعب، وكان الخلفاء يلبسونها في الأعياد، واحتفظ بها الخلفاء العباسيون، إلى أن احتل المغول بغداد ونهبوها، فأحرقوا البردة، ويقال أنها لم تحرق ولم تزل موجودة باسطنبول. وأطلق أيضاً على ميمية البوصيري: «أمن تذكر جيران بذي سلم»، لأنه أصيب بالفالج، فنظمها مادحاً النبي ﷺ ومستشفعاً به، فرآه في المنام يمسح على وجهه ويلقي عليه بردته فبرئ. ويقال أن اسمها «البرأة»، وتنسب إليها عدة كرامات في شفاء المرضى. وعني العلماء والأدباء والمتصوفون بالقصيدتين، فألفت حولهما الشروح والمختصرات، وأخضعتا للمعارضة والتخميس والتثليث والتشطير، وأنشدتا في الأذكار، وترجمتا إلى كثير من اللغات. وبعض معارضاتها تعرف بنهج البردة.

## نبذة
قصيدة البردة لكعب بن زهير وتعد من أشهر القصائد في مدح الرسول محاولة الاعتذار إليه وسميت بالبردة لأنه صلّى الله عليه وسلم، أعطى بردته لـ كعب. يفتتح كعب القصيدة بالمقدمة الطللية «بانت سعاد اليوم» متبعا عادة العرب آنذاك إذ كانوا يقدمون قصائدهم بذكر المحبوب.

## معلومات
البحر: البسيط
حرف الرَّويّ: اللام

## وصلات خارجية
بردة كعب بن زهير على موقع بوابة الشعراء.